# Павлов Арсен Сергійович
Арсе́н Сергі́йович Па́влов (рос. Павлов Арсен Сергеевич, відомий також як Моторо́ла, 2 лютого 1983, Ухта, Республіка Комі, РРФСР, СРСР — 16 жовтня 2016, Донецьк, Україна) — російський вояк, польовий командир, воєнний злочинець.[⇨]
Брав участь у Другій російсько-чеченській війні, служив в армії. Після армії проживав у Ростові-на-Дону, працював автомийником.
З початком російської агресії проти України у 2014 році — активний учасник «Російської весни» і війни на сході України, командир батальйону «Спарта» зі складу російських окупаційних військ. Перебував у центрі уваги російських ЗМІ. Відзначився стратами українських військовополонених після боїв за Донецький аеропорт. Загинув від спрацювання вибухового пристрою, встановленого у ліфті багатоповерхівки Донецька, де Павлов мав подаровану окупаційною владою квартиру.

## Життєпис

### Дитинство

Країни, в яких Арсен Павлов перебував під санкціями

Відомостей про діяльність Арсена Павлова до початку війни на сході України небагато. Майже всю інформацію про нього було отримано з його ж власних інтерв'ю Геннадію Дубовому, що також був бойовиком угруповання Мотороли, та іншим російським кореспондентам. Відомо, що Павлов народився у лютому 1983 року в Комі АРСР. За одними даними місцем народження Арсена є Ухта, за іншими — Сосногорськ. У віці 15 років залишився сиротою, жив разом з бабусею.

### Життя у Росії
Під час служби в морській піхоті брав участь у Другій російсько-чеченській війні, провівши у боях близько року. Загалом же прослужив 4 роки в двох різних підрозділах. В армії виконував обов'язки зв'язківця, за що й отримав своє прізвисько. В позаармійському житті опанував професії рятівника, мармурника-гранітника та екструдерщика. Проживав у Ростові-на-Дону, за деякими відомостями працював на автомийці. В пресі також зустрічається інформація про те, що на батьківщині Моторола був замішаний у викраденні автомобіля, тому поїхав в Україну аби уникнути відповідальності за злочин, однак сам Павлов пояснив свою присутність на території країни-сусіда наступним чином:
|  | Сів на потяг та приїхав. Не вдавався в подробиці. Росіяни тут, от і приїхав. Казав уже: щойно полетіли коктейлі Молотова на Майдані у співробітників міліції, мені стало зрозуміло — все, це війна. Після того, як нацики заявили, що за кожного свого будуть вбивати десятьох росіян — чекати, поки загроза стане реальністю, сенсу я не бачив. Оригінальний текст (рос.) Сел на поезд и приехал. Не вникал. Русские здесь, вот и приехал. Говорил уже: как только полетели коктейли Молотова на Майдане в сотрудников милиции, мне стало ясно — всё, это война. После того как нацики заявили, что за каждого своего будут убивать десять русских, — ждать, когда угроза станет реальностью, смысла я не видел. |

### Російсько-українська війна
Судячи з того, що на кителі терориста присутні медалі «За повернення Криму» та «За захист Криму», його участь у анексії українських територій не обмежувалася бойовими діями на Донбасі. Відомо, що Павлов брав участь у протистоянні на вулиці Римарській у Харкові в ніч на 15 березня 2014 року, після чого вирушив у Слов'янськ.
Відомим же широкому загалу Моторола став у травні завдяки відеосюжетам про ведення війни бойовиками ДНР, які він знімав на камеру GoPro, що була закріплена на його касці. З того часу Павлов став одним з уособлень терористичного руху так званої Новоросії та одним з найчастіше згадуваних у пресі польових командирів. Брав участь у боях за Слов'янськ, де отримав поранення. 18 липня разом з дружиною вирушив до окупованого Росією Криму на лікування, повернувся на Донбас на початку серпня. Під час боїв за Іловайськ командував терористичними підрозділами ДНР, що разом з російською армією взяли у оточення українських воїнів.
З вересня 2014 року бойовики Мотороли брали участь у штурмі Донецького аеропорту, проте діяли вкрай неефективно та раз-пораз зазнавали значних втрат. На початку жовтня з'явилася інформація, що бойовики «Спарти» залили у катакомби під аеропортом гас та підпалили їх, чим спричинили значні втрати серед українських військовиків. Натомість військовий експерт Костянтин Машовець повідомив про інший розвиток подій — терористи закидали підземні ходи димовими шашками, однак захисники аеропорту не постраждали, на відміну від полонених російських спецназівців, що отруїлися газом. Жодну з версій офіційно не було підтверджено. Приблизно в той же час у інтернет-ЗМІ було повідомлено про ліквідацію «Мотороли». Ця інформація виявилася хибною.
У другій половині жовтня 2014 року на YouTube з'явилося відео, на якому Арсен Павлов власноруч обстрілював з автоматичного гранатомета позиції своїх же побратимів, які слали по рації прокльони на його адресу, на що Моторола відповідав, що не знає, звідки ведеться обстріл та сміючись продовжував стріляти далі.
17 листопада 2014 року речник АТО Владислав Селезньов повідомив, що Павлов отримав осколкове поранення під час чергового штурму аеропорту, тоді як в таборі ДНРівців заявили, що в груди Мотороли й справді влучив уламок 152-мм снаряда, однак бронежилет врятував його від пошкоджень.
Під час чергового штурму аеропорту 13 січня 2015 року отримав поранення.[джерело?]
4 червня 2016 року Павлов отримав поранення лівого ока і був вивезений до Санкт-Петербургу на операцію. Пізніше з'явилися фото, що підтвердили втрату ока.
20-21 вересня 2016 року батальйон «Спарта» на чолі з «Моторолою» виїхали до ЛНР для підтримки Плотницького, який заявив про «спробу перевороту в ЛНР». 23 вересня був арештований Віталій Кисельов, позивний «Комуніст», заступник командира народної міліції «ЛНР». Плотницький також оголосив у розшук колишнього голову «парламенту» Олексія Карякіна. Олександр Захарченко повідомив, що «Моторола» допоміг Плотницькому придушити переворот.
24 і 26 вересня померли у в'язниці ЛНР Геннадій Ципкалов і Віталій Кисельов. За інформацією громадської ініціативи «Права справа», обидва функціонери ЛНР — Ципкалов і Кисельов, — померли від тортур бойовиків батальйону «Спарта». 27 вересня 2016 року Дмитро Снєгирьов припустив, що через згоду «Мотороли» ліквідувати суперників Плотницького, тепер смерть Арсена Павлова буде вигідна всім сторонам конфлікту.

### Смерть
16 жовтня 2016 року вбитий внаслідок замаху. У ліфті будинку, де він мешкав у подарованій йому окупаційною владою квартирі (вул. Челюскінців,122, Донецьк), спрацював саморобний вибуховий пристрій. Загинув і його охоронець — 35-річний Євген Гадлій («Ґоґа»). Через сильні пошкодження ідентифікувати трупи вдалося тільки по одягу.
Існує кілька версій щодо причин даного інциденту:
- усунення бойовика силами ФСБ через конфлікт з російськими кураторами;[43]
- вбивство його як важливого свідка для розслідування збиття Boeing 777 у Донецькій обл.;[44]
- наявність у бойовика конфліктів з іншими представниками ДНР та ЛНР;[45]

На похорон бойовика, який відбувся 19 жовтня 2016 року в Донецьку, прийшло кілька тисяч осіб. За даними ресурсу «Новости Донбасса» значна частина з них — працівники бюджетної сфери, яких зобов'язали прийти на прощальну церемонію.

## Воєнні злочини
21 лютого 2015 року Служба безпеки України оформила підозру «Моторолі» за статтею 438 ККУ (воєнний злочин — порушення законів та звичаїв війни). Йому інкримінувалося знущання, катування та розстріли людей. Про це свідчили звільнені заручники — що він «просто підходив і з пістолета вбивав людей».
6 квітня 2015 року видання Kyiv Post опублікувало телефонну розмову, в якій «Моторола», на прохання кореспондента прокоментувати звинувачення його у вбивстві взятого у полон в Донецькому аеропорту в січні 2015 «кіборга»-кулеметника 90-го батальйону 81-ї аеромобільної бригади Ігоря Брановицького, зізнається у вбивстві ним особисто 15 полонених.

| Да мне по*** вообще в чем меня обвиняют, веришь, на х**? Я 15 пленных расстрелял. Мне вообще по***. Без комментариев, на х**. Хочу — убиваю, хочу — нет. |
| — «Моторола», квітень 2015. |

Про те, що Ігор Брановицький у полоні був побитий на допиті та згодом розстріляний двома пострілами у голову особисто Павловим, свідчить і боєць 80-ї бригади ЗСУ Юрій Сова, котрий потрапив у полон до проросійських бойовиків разом з Брановицьким.

## Особисте життя
В інтерв'ю одній із російських газет у червні 2014 року сам «Моторола» зазначив, що в Росії у нього залишилися дружина та 5-річний син. Утім, це не завадило йому одружитися вдруге вже на Донбасі. Обранкою бойовика стала 21-річна мешканка Слов'янська Олена Коленкіна («Каністра»). Весілля стало об'єктом уваги багатьох ЗМІ, на церемонії були присутні лідери сепаратистів Ігор Гіркін та Павло Губарєв, що виконував роль свідка. Це був перший "зареєстрований шлюб" в так звані ДНР  28 листопада 2014 в мережі з'явилося відео російських журналістів, що завітали до помешкання подружжя в центрі Донецька, у якому повідомили про вагітність нової дружини «Мотороли» . В квітні 2015 народилася дочка Мирослава, а в жовтні 2016 за два тижні до смерті Арсена народився син Макар. Після похорону «Мотороли» Олена Коленкіна покинула Донецьк .

## Нагороди
- Герой Донецької Народної Республіки (21 лютого 2015)
- Георгіївський хрест (ДНР) (червень 2014)[55]
- Орден «За військову звитягу» I ст. (2014)[20]
- Медаль «За повернення Криму» (2014)[20]
- Медаль «За захист Криму» (2014)[20]
- Орден Мужності(20 травня 2022)[56]

## У культурі
- Влітку 2014 року на вулицях Донецька з'явилися інсталяції-карикатури художника-донеччанина Сергія Захарова, одна з яких зображала Павлова з Коленкіною. Захарова схопили і півтора місяці катували у в'язницях «ДНР».[57]
- У жовтні 2014 року Моторола став прототипом головного героя мультфільму Ірени Карпи «Ватнік понаєхавший».[58]
- У січні 2017 року стало відомо, що в Росії православні РПЦ написали ікону, зобразивши на ній Арсена Павлова «Моторолу».[59][60][61]\
- В жовтні 2022 року у Республіці Комі було розбито «меморіальну табличку», яка вшановувала терориста.[62]